# Balbieriškio miškas II
Balbieriškio miškas II este o arie protejată (sit de importanță comunitară — SCI) din Lituania întinsă pe o suprafață de 1.948,23 ha, integral pe uscat.

## Localizare
Centrul sitului Balbieriškio miškas II este situat la coordonatele 54°31′56″N 23°46′48″E / 54.5322°N 23.7801°E.

## Înființare
Situl Balbieriškio miškas II a fost declarat sit de importanță comunitară în martie 2021 pentru a proteja 1 specie de animale.

## Biodiversitate
Situată în ecoregiunea boreală, aria protejată conține 5 habitate naturale: Păduri fino-scandinave bogate în ierburi cu Picea abies, Păduri caducifoliate de mlaștină fino-scandinave, Păduri de stejar sau de stejar și carpen sub-atlantice și medio-europene de Carpinion betuli, Mlaștini împădurite, Păduri aluvionare cu Alnus glutinosa și Fraxinus excelsior (Alno-Padion, Alnion incanae, Salicion albae).
La baza desemnării sitului se află o specie protejată de  mamifere: liliac cârn (Barbastella barbastellus).
Pe lângă speciile protejate, pe teritoriul sitului au mai fost identificate 2 specii de păsări, 1 specie de nevertebrate.